# 翅緣褐條卵沫蟬
翅緣褐條卵沫蟬（学名：Peuceptyelus excavatus）为尖胸沫蟬科卵沫蟬屬下的一个种。